# صموئيل مارشال
صموئيل مارشال هو سياسي كندي، ولد في 1757 في إنجلترا في المملكة المتحدة، وتوفي في 1 أبريل 1813 في كندا. انتخب عضو مجلس نواب نوفا سكوتيا.